# Sayat'-Nova
Sayat'-Nova (armeniska: Sayat’-Nova) är en ort i Armenien. Den ligger i provinsen Ararat, i den centrala delen av landet, 15 kilometer sydväst om huvudstaden Jerevan. Sayat'-Nova ligger 834 meter över havet och antalet invånare är 1 726.
Terrängen runt Sayat'-Nova är huvudsakligen platt, men österut är den kuperad. Runt Sayat'-Nova är det ganska tätbefolkat, med 155 invånare per kvadratkilometer.. Närmaste större samhälle är Jerevan, 15,4 kilometer nordost om Sayat'-Nova.
Trakten runt Sayat'-Nova består till största delen av jordbruksmark.